# La Rovirassa
La Rovirassa és una masia a poc més de 3 km del poble de Santa Maria d'Oló (al Moianès) inclosa a l'Inventari del Patrimoni Arquitectònic de Catalunya. L'antiguitat de la masia correspon als segles X o XI. No hi ha però cap llinda que indiqui l'any de fundació. Els amos recents no saben res de la seva historicitat.
Està orientada a migdia i té una coberta a doble vessant. La cara nord presenta un important afegitó, un xic més alt que la pròpia doble vessant. La masia consta de planta baixa, primer pis -on s'hi accedeix mitjançant un passadís- i unes golfes. L'aparell és obrat amb carreus força irregulars disposats en filades. La cara sud presenta el referit passadís d'entrada, una portalada i diverses obertures en forma de finestres, totes elles emmarcades en pedra. Les cares nord i oest presenten diverses finestres allindades. Actualment la masia està habitada i a poc a poc es va convertint en granja, amb cria de cavalls, faisans, coloms, cabres hispàniques i una parella de porcs senglars.